# Classe ATC S03
La classe ATC S03, dénommée « Préparations utilisées en ophtalmologie et en otologie », est un sous-groupe thérapeutique de la classification anatomique, thérapeutique et chimique, développée par l'OMS pour classer les médicaments et autres produits médicaux. La classe ATC vétérinaire correspondante dans la classification ATCvet est QS03. Le sous-groupe présenté ici est celui établi par l'OMS, et peut donc différer des versions dérivées utilisées dans certains pays. Il fait partie du groupe anatomique S de la classification, intitulé « Organes sensoriels ».

## S03A Anti-infectieux

### S03AA Anti-infectieux
S03AA01 Néomycine
S03AA02 Tétracycline
S03AA03 Polymyxine B
S03AA04 Chlorhexidine
S03AA05 Hexamidine
S03AA06 Gentamicine
S03AA07 Ciprofloxacine
S03AA08 Chloramphénicol
S03AA30 Anti-infectieux, associations

## S03B Corticoïdes

### S03BA Corticoïdes
S03BA01 Dexaméthasone
S03BA02 Prednisolone
S03BA03 Bêtaméthasone

## S03C Corticoïdes et anti-infectieux en association

### S03CA Corticoïdes et anti-infectieux en association
S03CA01 Dexaméthasone et anti-infectieux
S03CA02 Prednisolone et anti-infectieux
S03CA04 Hydrocortisone et anti-infectieux
S03CA05 Fludrocortisone et anti-infectieux
S03CA06 Bêtaméthasone et anti-infectieux

## S03D Autres préparations ophtalmologiques et otologiques
Classe vide.